# Sestrica Vela (Kornat)
Sestrica Vela je nenaseljeni otočić u hrvatskom dijelu Jadranskog mora. Na otočiću je "Otočić Sestrica Vela – Tajer".
Njegova površina iznosi 0,098 km². Dužina obalne crte iznosi 1,38 km.